# Goya's Ghosts
Goya's Ghosts is een historische dramafilm uit 2006 over het leven van de schilder Francisco Goya, geregisseerd door Miloš Forman en geproduceerd door Xuxa Producciones en Saul Zaentz. Hoewel het een Spaanse productie is, is de film geheel Engelstalig.
Goya's Ghosts werd genomineerd voor een Saturn Award voor beste internationale film, een Satellite Award voor de kostuumafdeling en Goya Awards voor de kostuums, de grime-afdeling en de speciale effecten.

## Eerste deel
Aan het eind van de achttiende eeuw komt het Heilig tribunaal van de Spaanse Inquisitie bijeen om het werk van hofschilder Francisco Goya te bespreken. Hoewel eenieder erg te spreken is over zijn officiële werkzaamheden als portretschilder van het hof en geestelijken, is het bestuur verontwaardigd over andere tekeningen van hem die haar onder ogen zijn gekomen. Deze bestaan uit afbeeldingen waarop de wreedheden van de kerkelijke vertegenwoordigers staan afgebeeld jegens eenieder die bij hen uit de gratie valt. De inquisitie wil maatregelen treffen tegen Goya hierover.
Geestelijke Lorenzo Casamares stelt dat Goya zelf niet aangepakt moet worden, omdat hij daarmee alleen in de kaart gespeeld wordt. In plaats daarvan moet hem volgens Casamares het vervaardigen van de schetsen onmogelijk worden gemaakt door hem zijn modellen daarvoor te ontnemen. Casamares vindt dat de Inquisitie te soft is geworden en stelt voor om de strenge teugels van weleer weer aan te trekken, waarmee ingestemd wordt.
De jonge Inés Bilbatúa is een van Goya's geliefdste modellen en is zodoende al in menig schilderij van hem vereeuwigd. Zij wordt door Casamares voor de Inquisitie gebracht omdat ze tijdens een barbezoek met haar broers niet gegeten heeft van het varkensvlees, maar alleen van het kippenvlees. Casamares stelt daarom dat ze in het geheim joods is. Inés ontkent dit en wordt daarom onderworpen aan 'de vraag', een martelmethode waarbij de handen achter de rug bij elkaar worden gebonden waarna de persoon aan de polsen omhoog wordt getakeld, daarbij de gewrichten ernstig ontwrichtend. De Inquisitie stelt dat iemand die wordt onderworpen aan 'de vraag' zijn misdaden jegens de katholieke Kerk bekent indien schuldig en bij onschuld van God de kracht krijgt om de helse pijnen te doorstaan. Inés bekent uiteindelijk en wordt opgesloten in een kerker.
Vader Tomás Bilbatúa weet zeker dat zijn dochter niets misdaan heeft en vraagt Goya om ervoor te zorgen dat Casamares bij hem en zijn gezin komt dineren. Bilbatúa is een rijke koopman en kan deze daarvoor aanzienlijke giften aan de kerk in het vooruitzicht stellen. Tijdens het diner, stelt hij vervolgens de betrouwbaarheid van 'de vraag' ter discussie, maar Casamares wijkt niets van het standpunt van de Inquisitie af. Daarop verspert Bilbatúe deze de uitgang en onderwerpt Casamares samen met zijn zonen aan een eigen geïmproviseerde versie van 'de vraag'. De geestelijke mag uiteindelijk vertrekken wanneer hij onder dwang van de foltering een verklaring heeft ondertekend waarin hij 'bekent' een kind van twee apen te zijn. De Inquisitie en de betrouwbaarheid van 'de vraag' zijn hierdoor ernstig in verlegenheid gebracht en wil Lorenzo ter verantwoording roepen, maar deze is gevlucht en spoorloos. Dat houdt tegelijkertijd in dat er niemand is die Inés vrij kan pleiten.

## Tweede deel
Goya's Ghosts springt vervolgens vijftien jaar de toekomst in. Goya is inmiddels volledig doof, wanneer de Fransen Spanje binnentrekken en de Inquisitie omver werpen. Zij laten alle gevangenen die de Inquisitie in die jaren heeft opgesloten in haar kerkers per direct vrij. Een van de gevangenen die komt buitengestrompeld, is een verwaarloosde, gefolterde, ondervoede en mismaakte Inés. Wanneer zij naar het huis van haar familie strompelt, vindt ze daar haar ouders en broers vermoord op de grond. Daarop klopt ze aan bij Goya, die haar in eerste instantie niet meer herkent, maar aanziet voor een arme bedelaar.
Met veel moeite herkent de dove Goya dan toch Inés in de aangelopen vrouw. Hij geeft haar te eten en vraagt haar op te schrijven wat er allemaal gebeurd is, omdat hij niet kan horen wat ze zegt. Casamares heeft haar tijdens haar opsluiting in de kerker verschillende keren verkracht. Uit haar geschriften blijkt dat Inés tijdens een van die keren zwanger is geraakt en daarop bevallen van een baby. Ze schrijft dat het vooruitzicht deze ooit terug te zien haar al die tijd de kracht heeft gegeven om door te gaan. Ze wil nu naar haar kind op zoek.
Inés is hier geestelijk totaal niet meer toe in staat, zodat Goya de zoektocht voor haar inzet. Hij bedenkt dat hij het best kan beginnen door een van de oude leden van het voormalige Heilig Tribunaal te vinden. Wanneer hij deze aantreft, komt hij tot zijn verrassing ook Casamares weer tegen. Deze blijkt destijds gevlucht naar Frankrijk en daar overgelopen naar de voorvechters van de Franse Revolutie. In functie voor hen, spreekt hij nu straf over het Heilig Tribunaal, waar hij vroeger zelf voor werkte.
Wanneer Goya hem confronteert met Inés en haar verhaal, ontkent hij haar beweringen en liegt tegen Goya dat ze haar verstand klaarblijkelijk verloren is in gevangenschap. Hij belooft voor haar te zullen zorgen, maar voert haar stiekem af naar een gesticht voor krankzinnigen. Goya loopt op straat vervolgens prostituee Alicia tegen het lijf en herkent in haar het evenbeeld van de Inés van zestien jaar daarvoor. Daardoor weet hij zeker dat zij wel degelijk een dochter kreeg en hij wil de twee herenigen. Wanneer Casamares hier lucht van krijgt, wendt hij zijn nieuwvergaarde macht aan om te voorkomen dat dit gebeurt en zijn misdaden aantoonbaar worden.

## Rolverdeling
- Stellan Skarsgård: Francisco Goya
- Javier Bardem: Lorenzo Casamares
- Natalie Portman: Inés / Alicia
- Randy Quaid: Koning Karel IV
- José Luis Gómez: Tomás Bilbatúa
- Michael Lonsdale: Vader Gregorio
- Blanca Portillo: Koningin Maria Louisa
- Mabel Rivera: María Isabel Bilbatúa
- Unax Ugalde: Ángel Bilbatúa
- Fernando Tielve: Álvaro Bilbatúa
- Julian Wadham: Jozef Bonaparte
- Craig Stevenson: Napoleon Bonaparte
- Cayetano Martínez de Irujo: Hertog van Wellington